# Lecane shieli
Lecane shieli är en hjuldjursart som beskrevs av Segers och Sanoamuang 1994. Lecane shieli ingår i släktet Lecane och familjen Lecanidae. Inga underarter finns listade i Catalogue of Life.